# 678-й смешанный испытательный авиационный полк
678 — смешанный испытательный-авиационный полк (678-я СИАП)— воинская часть Военно-воздушных сил (ВВС) Вооружённых сил СССР, в/ч 30101

## История
Полк был сформирован в марте 1953 года на станции Насосная Бах.окр. ПВО на базе 99-го гвардейского отдельного разведывательного авиационного Забайкальского полка.
Боевое Знамя было вручено в торжественной обстановке в присутствии всего личного состава 22 февраля 1959 года.
25.09.1959-16.10.1959 года передислоцирован в Сары-Шаган.
12.01.1982 года награждён орденом Красного Знамени.